# Wielkie redukcje
Wielkie redukcje Karola XI w Szwecji z roku 1680 – konfiskata ziemi szlacheckiej przez szwedzkiego króla Karola XI.

## Tło
Na posiedzeniu Riksdagu jesienią 1680 roku wyłoniła się kwestia redukcji ziem zaproponowana przez króla. Stwierdził on, że potęga Szwecji jest zagrożona, czego dowiodły wojny z Polską, Danią i Rosją. Szukał więc pieniędzy, by zmodernizować i unowocześnić armię oraz flotę, które miałyby zapewnić obronę królestwa i jego prowincji. Riksdag uchwalił ustawę o redukcji nadań, których roczny dochodów przewyższał 600 srebrnych talarów. Ograniczyło to wpływy magnaterii szwedzkiej. Wielkie redukcje rozpoczęto w roku 1680. Były one konsekwentnie realizowane, w przeciwieństwie do poprzednich redukcji z 1655 roku za czasów Karola X Gustawa i Krystyny. Redukcje, poza donacjami, objęły również dobra zastawione lub nabyte. 

## Realizacja
Wykonaniem redukcji zajęła się Reduktionskomissionen (Komisja Redukcyjna) pod kierownictwem Claesa Fleminga, a po jego śmierci Fabiana Wrede'a. Powołane zostało także w 1655 roku Reduktionskollegium (Kolegium Redukcyjne), które w 1685 zastąpione zostało przez czternastoosobową Reduktionsdeputation (Deputację Redukcyjną), którą kierował Jakob Gyllenborg. Redukcje miały sięgnąć średniowiecza, jednak okazało się to niemożliwe. 

## Skutki
Dochody Szwecji wzrosły około 2 mln srebrnych talarów dzięki redukcjom. Pieniądze posłużyły na stworzenie nowego systemu finansowego oraz budowę armii. Król pozbył się opozycji w postaci możnowładztwa; redukcje stały się pierwszym krokiem ku rządom absolutnym w Szwecji.